# A Sceptic’s Universe
A Sceptic’s Universe – pierwszy album norweskiej grupy metalowej Spiral Architect. Wydawnictwo ukazało się 16 stycznia 2000 roku nakładem wytwórni muzycznej Sensory Records.

## Lista utworów
Opracowano na podstawie materiału źródłowego.
1. "Spinning" (Gundersen, Mickelson, Norberg) – 3:23
2. "Excessit" (Gundersen, Hægeland, Norberg) – 6:13
3. "Moving Spirit" (Hægeland, Norberg) – 3:44
4. "Occam's Razor" (Norberg) – 1:32
5. "Insect" (Norberg) – 5:54
6. "Cloud Constructor" (Gornitzka, Gundersen, Hægeland, Norber) – 5:25
7. "Conjuring Collapse" (Hægeland, Mickelson) – 6:30
8. "Adaptability" (Gornitzka, Gundersen, Norberg) – 4:34
9. "Fountainhead" (Gornitzka, Gundersen, Mickelson, Norberg) – 6:30

## Twórcy
Opracowano na podstawie materiału źródłowego.

- Øyvind Hægeland – wokal, instrumenty klawiszowe
- Steinar Gundersen – gitara rytmiczna, gitara prowadząca, gitara akustyczna
- Kaj Gornitzka – gitara rytmiczna
- Lars K. Norberg – gitara basowa, programowanie
- Asgeir Mickelson – perkusja, mastering
- Sean Malone – gościnnie chapman stick (utwór "Occam's Razor")
- Andreas Moxnes – programowanie (utwór "Occam's Razor")
- Ramón Bretón – mastering
- Joe Gastwirt – mastering
- Neil Kernon – inżynieria dźwięku, miksowanie, produkcja
- Justin Leeah – inżynieria dźwięku
- Bobby Torres – inżynieria dźwięku, obsługa techniczna
- Bill Ellsworth – ilustracje
- Lena Zizanic – zdjęcia
- Rune Eriksen – zdjęcia